# Église de la Transfiguration de Šatrinci
Pour les articles homonymes, voir Église de la Transfiguration.
L'église de la Transfiguration de Šatrinci (en serbe cyrillique : Српска православна црква Преображења у Шатринцима ; en serbe latin : Srpska pravoslavna crkva Preobraženja u Šatrincima) est une église orthodoxe serbe située à Šatrinci en Serbie, dans la municipalité d'Irig et dans la province de Voïvodine. Construite en 1857, elle est inscrite sur la liste des monuments culturels de grande importance de la république de Serbie (identifiant no SK 1298).

## Présentation
Le projet de construction de l'église de la Transfiguration remonte à 1822, quand le protopresbytre de Sremski Karlovci Jovan Maksimović a demandé à son métropolite l'autorisation d'employer les matériaux de l'ancienne église du village pour édifier un nouvel édifice. L'église est constituée d'une nef unique prolongée par un chevet à trois pans ; le clocher a été érigé en 1857. Les façades, très simples, sont rythmées par un socle bas et par une corniche moulurée.
Comme la paroisse de Šatrinci était trop pauvre pour offrir une iconostase nouvelle à l'église, l'iconostase a été constituée à partir d'éléments plus anciens appartenant à quatre périodes successives. Les icônes les plus anciennes (celles du Christ et de saint Jean-Baptiste) et les « portes royales » (carske dveri) remontent à la première moitié du XVIIIe siècle. L'icône de la Vierge à l'Enfant date du milieu du XVIIIe siècle. La troisième période est constituée par des icônes miniatures, avec une représentation de la sainte Parascève, et par des médaillons figurant des prophètes, des saints et des séraphins attribués à Teodor Stefanov Gologlavac. La Crucifixion et les médaillons de la Mère de Dieu et de saint Jean ont été réalisés par Teodor Janošević en 1857.